# Meublé de tourisme

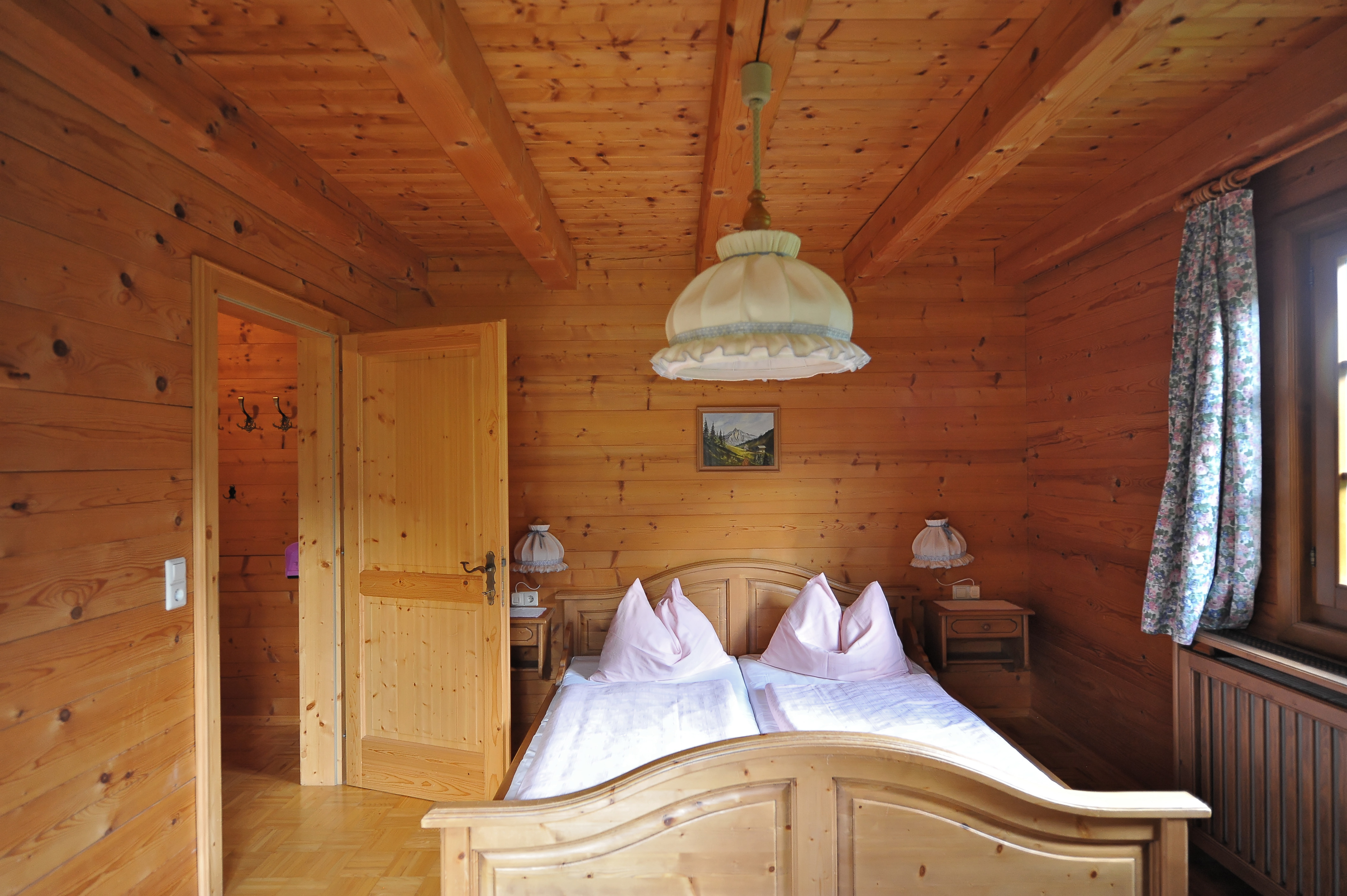
Un meublé de tourisme en Carinthie en Autriche.

Un meublé de tourisme, aussi appelé meublé de vacances ou assimilé à un gîte ou une location saisonnière, est un type d'hébergement touristique destinée à une clientèle de passage qui effectue un séjour de quelques journées, sur la base d'une location forfaitaire de courte durée et qui n'y élit pas domicile.
Le meublé de tourisme peut être un habitat individuel, ou se situer dans un ensemble de meublés de tourisme. On parle alors d'une résidence de vacances ou d'un village de vacances, selon les prestations complémentaires offertes. Certains ont des caractéristiques particulières, par exemple le gîte rural, qui est un hébergement à vocation rurale dans un environnement préservé.

## Exemples nationaux

### Belgique
En Wallonie, les termes pour désigner ce type d'hébergements sont les meublés de tourisme ou meublés de vacances, pouvant être localisés en milieu rural ou milieu urbain. Toutefois, le meublé de vacances est une dénomination protégée, qui selon la réglementation en vigueur, concerne « tout établissement d'hébergement touristique indépendant et autonome », c'est-à-dire qu'il doit être situé en dehors d'autres structures d'hébergements touristiques « à l'exclusion d'un établissement hôtelier, d'un centre de tourisme social ou d'un hébergement touristique de terroir ».
Les meublés font l'objet d'une classification au même titre que les gîtes ruraux, gîtes à la ferme s'ils sont situés à la campagne et que les gîtes citadins s'ils se trouvent en ville. Cette classification prend la forme d'un nombre de clefs allant de 1 à 5 selon le respect des critères,.

### France
En France, il peut s'agir d'une villa, d'un appartement, d'un studio ou d'une chambre meublée. La déclaration des meublés de tourisme est obligatoire depuis 2010. Elle doit être faite par le propriétaire auprès de la mairie de la commune où est situé le local à l'aide du formulaire Cerfa N°14004*03. Dans les communes qui l'ont instaurée, un numéro d'enregistrement obligatoire remplace le Cerfa.
L’appellation gîte ou gîte rural est aussi utilisée pour désigner un bâtiment d'habitation destiné à l'hébergement touristique des vacanciers, généralement à la campagne.

#### Les modes de commercialisation

##### La location de professionnel à particulier
Ce type de commercialisation, très encadré par la loi en France, apporte certaines garanties aux locataires, en échange d'un tarif plus élevé. En effet, les intermédiaires (agences immobilières, voyagistes, agences de voyages…) jouant un rôle dans la commercialisation des biens prélèvent une commission sur le chiffre d'affaires généré, qui augmentera le prix payé par le locataire et le loyer reversé au propriétaire.

##### La location de particulier à particulier
En France, ce mode de location s'est développé à partir de 1952 à la suite de la création du premier gîte rural au hameau de Chaudol à La Javie en 1951 par le sénateur des Basses-Alpes, Émile Aubert, qui aboutira à la création de la Fédération Gîtes de France en 1973. Actuellement Gîtes de France est le premier réseau d’hébergements chez l’habitant en Europe.
Les acteurs institutionnels et Internet ont fait évoluer le développement de ce marché. La location de particulier à particulier est souvent financièrement plus avantageuse, en raison de la suppression des intermédiaires habituels (agence immobilière, voyagiste, centrale de réservation, agence de voyages) et permet au locataire d'avoir un contact direct avec le véritable propriétaire de l'hébergement. De nombreux sites internet spécialisés dans les vacances permettent aux propriétaires de faire la promotion de leur meublé sans intermédiaire.
Même si la location se fait de particulier à particulier, le bailleur ne peut se soustraire aux obligations légales d'ordre fiscal et règlementaires.
Du même coup beaucoup de bailleurs sont hors la loi et risquent un redressement fiscal et de gros ennuis en cas de problème (accident, incendie, noyade, vol et dégradations diverses, litiges) car ils ne sont pas déclarés auprès des administrations, ni auprès des assurances.
Même si le propriétaire est non professionnel il a obligation de se déclarer à la mairie, à son assurance et au centre de formalité des entreprises du greffe du tribunal de commerce depuis janvier 2013 (avant cette date le centre de formalité des entreprises des impôts s'occupait de l'enregistrement). Cet enregistrement permet de bénéficier d'un code Insee et d'un numéro numéro SIREN, il peut permettre un abattement lors de la déclaration des revenus.

#### Labellisation et classement
Afin d'offrir un certain nombre de garanties au locataire en ce qui concerne l'accueil et le confort de l'hébergement, il existe en France plusieurs méthodes d'évaluation qui décernent des labels officiels ou non.

##### Classement officielMeublé de tourisme
En France la loi du 22 juillet 2009 a réformé l'ensemble du dispositif de classement des meublés de tourisme (procédure et critères), elle a été complétée par les dispositions de la loi du 22 mars 2012.
Le classement préfectoral a été remplacé le 1er juin 2012 par le "classement des meublés de tourisme".
Depuis le 1er juin 2012 le "Classement préfectoral" n'est plus un label officiel français, la procédure de classement des meublés de tourisme n'est plus confié aux préfets, mais au choix du propriétaire à un organisme agréé dont la liste est publiée. Cette liste comporte selon les départements l'Association départementale des syndicats d'initiative, un syndicat d'initiative particulier, ou d'autres organismes privés accrédités par la COFRAC.
Ce classement comporte toujours 5 catégories allant de 1 à 5 étoiles et il est valable 5 ans, à l'issue de cette période le loueur doit effectuer une nouvelle demande de classement s'il souhaite que son hébergement continue à bénéficier d'un classement.

#### La réservation et le paiement
L'usage veut que l'hébergement soit réservé pour le locataire au moment du versement d'un montant partiel du loyer, appelé arrhes ou acompte. Il est important de faire la distinction entre les deux :
- L'acompte implique un engagement ferme des deux parties, et en cas de désistement du locataire, celui-ci a l'obligation légale de verser l'intégralité du loyer. Le propriétaire, pour sa part, en rompant unilatéralement le contrat s'expose au versement de dommages et intérêts.

- Les arrhes laissent une possibilité de rupture du contrat. Si le locataire se désiste, il devra renoncer à leur remboursement, mais n'aura pas l'obligation de s'acquitter de la totalité du loyer. Si c'est le propriétaire qui est à l'origine de la rupture du contrat, il devra rembourser le double des arrhes versées.

À défaut de stipulation expresse dans le contrat de location, les sommes versées à la réservation sont considérées comme des arrhes.
Dans le cadre d'une location de vacances proposée par un professionnel (agence de voyages, agence immobilière), le versement d'arrhes ou d'acompte est encadré par la loi. Le montant ne peut être encaissé plus de six mois avant la date de la location, et ne peut excéder 25 % du montant du loyer.
Dans le cadre d'une location de particulier à particulier, les modalités de versement du prix sont librement débattues. Il est cependant conseillé de négocier sur les bases applicables aux professionnels.

#### Contrat de location, descriptif, assurance et état des lieux
Si le contrat de location n'est pas obligatoire, l'arrêté du 16 mai 1967 fait obligation au loueur, qu'il soit professionnel ou non, de remettre au preneur éventuel un état conforme à un modèle sur lequel figurent : les coordonnées du propriétaire, celles de l'agence et un descriptif très complet des lieux loués (y compris sa situation géographique). Ce descriptif doit être remis ou envoyé préalablement à la signature du contrat. Il est dans l'intérêt du locataire de ne pas s'engager sans avoir obtenu ce document.
Un contrat de location est néanmoins fortement recommandé. Il doit être le plus précis possible, mentionnant la localisation, l'état général, le descriptif des pièces, l'accès, l'équipement de l'hébergement, la surface habitable, les nuisances éventuelles, la capacité en nombre de couchages, les dates de location, les heures de départ et d'arrivée, le montant du loyer, les modalités de paiement des charges (électricité, chauffage, ménage, téléphone, internet...), etc.
Le contrat de location d'un meublé de tourisme peut prévoir une clause interdisant la présence des animaux.
L'assurance du locataire n'est pas obligatoire, mais elle est recommandée. Il s'agit souvent d'une extension du contrat d'assurance souscrit pour l'habitation principale.
L'état des lieux à l'arrivée et au départ n'est pas obligatoire mais est aussi fortement conseillé.
Projet de loi Alur: les sénateurs se penchent actuellement sur l’épineuse question de la location meublée de « courte durée » dans les zones « tendues », les obligations des droits et les obligations des propriétaires vont être modifiés en 2014.

## Médiathèque
- Les Bidochon en vacances ;
- 15 août est un film comique français réalisé par Patrick Alessandrin et sorti en 2001.